# Lázaro Cárdenas 2da. Sección, Centro
Lázaro Cárdenas 2da. Sección är en ort i Mexiko.   Den ligger i kommunen Centro och delstaten Tabasco, i den sydöstra delen av landet, 700 km öster om huvudstaden Mexico City. Lázaro Cárdenas 2da. Sección ligger 10 meter över havet och antalet invånare är 142.
Terrängen runt Lázaro Cárdenas 2da. Sección är mycket platt. Runt Lázaro Cárdenas 2da. Sección är det tätbefolkat, med 442 invånare per kvadratkilometer. Närmaste större samhälle är Villahermosa, 12,5 km öster om Lázaro Cárdenas 2da. Sección. Runt Lázaro Cárdenas 2da. Sección är det i huvudsak tätbebyggt.